# Scooby-Doo a Lochnesská příšera
Scooby-Doo a Lochnesská příšera (v anglickém originále Scooby-Doo! and the Loch Ness Monster)  je animovaný komediální mysteriózní film z roku 2004. Jedná se o sedmý film natočený na motivy kresleného seriálu Scooby-Doo. Do kin byl uveden 22. června 2004. Produkci vedla společnost Warner Bros. Animation (ačkoli v té době již společnost Warner Bros. plně pohltila animační studio Hanna-Barbera Cartoons).

## Děj
Skupina vyšetřovatelů přijíždí na prázdniny do Skotska za sestřenicí Daphne. Na místním rodinném sídle se má odehrát první ročník horalských her. Toto sídlo stojí poblíž proslulého jezera Ness. O existenci Lochneské příšery se skupina brzy přesvědčí. 

## Obsazení
- Frank Welker jako Scooby-Doo, Fred Jones, Lachlan Haggart, Loch Ness Monster
- Casey Kasem jako Shaggy Rogers
- Grey DeLisle jako Daphne Blake, Shannon Blake
- Mindy Cohn jako Velma Dinkley
- Michael Bell jako Duncan MacGubbin, McIntyre
- Jeff Bennett jako Del Chillman, Sir Ian Locksley, Harpoon Gunner
- John DiMaggio jako Colin Haggart, doprovolník #1
- Phil LaMarr jako Angus Haggart, doprovolník #2
- Sheena Easton jako profesorka Fiona Pembrooke